# Хан-Крум
Хан-Крум (болг. Хан Крум) — село в Шуменській області Болгарії. Входить до складу общини Великий Преслав.

## Населення
За даними перепису населення 2011 року у селі проживали 369 осіб.
Національний склад населення села:
| Національність   | Кількість осіб | Відсоток |
| ---------------- | -------------- | -------- |
| болгари          | 344            | 97,2%    |
| турки            | 8              | 2,3%     |
| Всього відповіли | 354            |          |

Розподіл населення за віком у 2011 році:
Динаміка населення: